# Jinjiang (Quanzhou)
Jìnjiāng Shi o ciudad de Jìnjiāng es una localidad de la ciudad-prefectura de Quanzhou en la provincia de Fujian, República Popular China, con una población censada en noviembre de 2010 de 1 986 447 habitantes.
Se encuentra situada en el centro-este de la provincia, junto a la costa del mar de China Oriental y a poca distancia al sur de la capital provincial, Fuzhou.